# Ventastega
Ventastega é um tetrapodomorfo que viveu no fim do período Devoniano em lagos e regiões pantanosas. Recentes descobertas, feitas por cientistas suecos, sugerem que o animal possuía membros e não barbatanas. Os registros fósseis foram encontrados na Letônia e atestam 365 milhões de anos com cerca de 2,7 metros de comprimento. O animal preenche a lacuna entre o peixe Tiktaalik, a forma intermediária entre peixes tradicionais e os primeiros vertebrados de quatro patas, ou tetrápodes, como o primitivo Acanthostega.